# Liste der Kulturdenkmale in Rehsen
Die Liste der Kulturdenkmale in Rehsen enthält die Kulturdenkmale des Landesamtes für Denkmalpflege und Archäologie in Sachsen-Anhalt in der Ortschaft Rehsen der Gemeinde Oranienbaum-Wörlitz und ist eine Teilliste der Liste der Kulturdenkmale in Oranienbaum-Wörlitz. Grundlage ist das Denkmalverzeichnis des Landes Sachsen-Anhalt, das auf Basis des Denkmalschutzgesetzes des Landes Sachsen-Anhalt, welches am 21. Oktober 1991 durch das Landesamt erstellt und seither laufend ergänzt wurde (Stand: 31. Dezember 2022).

## Kulturdenkmale
| Lage | Bezeichnung       | Beschreibung | Erfassungs- nummer | Ausweisungsart                                | Bild             |
| --- | ----------------- | --- | ------------------ | --------------------------------------------- | ---------------- |
| südwestlich der Ortslage am Elbwall, 51.822679, 12.490394 (Karte)                                                                                                   | Deichwächterhaus  | Rehsener Wallwachhaus | 094 40551          | Baudenkmal                                    | Deichwächterhaus |
| nordöstlich der Ortslage Rehsen, Nähe Fließgraben (Karte) | Deichwächterhaus  | Weißes Wallwachhaus | 094 40559          | Baudenkmal                                    | Deichwächterhaus |
| ca. 50 m vor dem Ortseingang auf der südlichen Straßenseite Richtung Seegrehna                                                                                      | Distanzstein      | | 094 40707          | Baudenkmal                                    |                  |
| ca. 500 m auf der südlichen Straßenseite Richtung Seegrehna (Karte)                                                                                                 | Distanzstein      | | 094 40708          | Baudenkmal                                    | Weitere Bilder   |
| südlich des Fließgrabens und des Elbwalles, östlich des Schönitzer Sees, westlich der Waldgrenze, nördlich des Mehlgrabens, außerhalb der Dorflage Schönitz (Karte) | Feld              | | 094 40685          | Baudenkmal                                    | Feld             |
| südlich des Mehlgrabens, östlich und nördlich des Schönitzer Sees, nördlich und westlich des Luchgrabens (Karte)                                                    | Feld              | | 094 40686          | Baudenkmal                                    | Feld             |
| südlich des Fließgrabens, nördlich der Verbindungsstraße zwischen Rehsen und Seegrehna (L 133), östlich der Waldgrenze (Karte)                                      | Feld              | | 094 40688          | Baudenkmal                                    | Feld             |
| südlich der Verbindungsstraße Rehsen - Seegrehna, nördlich der Gemeindegrenze Rehsen-Gohrau, westlich der Bebauungsgrenze Rehsen (Karte)                            | Feld              | | 094 40691          | Baudenkmal                                    | Feld             |
| nördlich der Ortslage am Damm (Karte) | Gedenkstein       | Schochs Stein, Gedenkstein für den Amtmann Ludwig Schoch (1760–1812) | 094 40558          | Baudenkmal                                    | Gedenkstein      |
| in der Feldflur westlich der Ortslage Rehsen (Karte) | Grabmal           | | 094 40561          | Baudenkmal                                    | Weitere Bilder   |
| in der Feldflur westlich der Ortslage Rehsen (Karte) | Grabmal           | Grabstätte des Försters Wöpke | 094 40562          | Baudenkmal                                    | Weitere Bilder   |
| L 131 zwischen Gohrau und Rehsen | Allee             | Allee Der Denkmalbereich zu dem die Allee gehört, ist unter der Erfassungsnummer 094 40715 in Dessau-Roßlau eingetragen. Die Allee verläuft auch durch die Gemarkung Gohrau. | 094 40715 008      | Teilobjekt eines Denkmalbereichs - Baudenkmal |                  |
| Rehsener Straße (Karte) | Brauerei          | Brauerei | 094 40555          | Baudenkmal                                    | Brauerei         |
| Rehsener Straße 1, 1d, 1e, 1h, 2, 3, 4, 4a, 4b, 5, 6, 6a, 6b, 6c, 6d, 7, 7a, 8, 9, 10, 11, 12, 1                                                                    | Ortskern          | Ortskern Teilobjekt des unter Dessau-Roßlau eingetragenen Gartenreichs Dessau-Wörlitz.                                                                                       | 094 40615 003      | Teilobjekt eines Denkmalbereichs              |                  |
| Rehsener Straße 1 (Karte) | Amtshaus          | | 094 40557          | Baudenkmal                                    | Amtshaus         |
| Rehsener Straße 25 (Karte) | Kolonistenhaus    | | 094 40447          | Baudenkmal                                    | Kolonistenhaus   |
| Rehsener Straße 27a (Karte) | Kolonistenhaus    | | 094 40466          | Baudenkmal                                    | Kolonistenhaus   |
| Rehsener Straße 28 (Karte) | Bauernhof         | | 094 40556          | Baudenkmal                                    | Bauernhof        |
| Rehsener Straße 32 (Karte) | Kolonistenhaus    | | 094 40468          | Baudenkmal                                    | Kolonistenhaus   |
| Rehsener Straße 35 (Karte) | Kolonistenhaus    | | 094 40469          | Baudenkmal                                    | Kolonistenhaus   |
| Rehsener Straße 47 (Karte) | Schule            | | 094 40552          | Baudenkmal                                    | Schule           |
| Rehsener Straße 51 a (Karte) | Bauernhaus        | Bauernhaus | 094 40563          | Baudenkmal                                    | Bauernhaus       |
| Rehsener Straße 62 (Karte) | Forsthof          | Forsthof | 094 40554          | Baudenkmal                                    | Forsthof         |
| Rehsener Straße 68 (Karte) | Dorfkirche Rehsen | Kirche | 094 40550          | Baudenkmal                                    | Weitere Bilder   |

## Ehemalige Kulturdenkmale
Die nachfolgenden Objekte waren ursprünglich ebenfalls denkmalgeschützt oder wurden in der Literatur als Kulturdenkmale geführt. Die Denkmale bestehen heute jedoch nicht mehr, ihre Unterschutzstellung wurde aufgehoben oder sie werden nicht mehr als Denkmale betrachtet.
| Lage               | Bezeichnung    | Beschreibung | Erfassungs- nummer | Ausweisungsart | Bild |
| ------------------ | -------------- | ------------ | ------------------ | -------------- | ---- |
| Rehsener Straße 29 | Kolonistenhaus |              | 094 40467          |                |      |

## Legende
In den Spalten befinden sich folgende Informationen:
- Lage: Nennt den Straßennamen und wenn vorhanden die Hausnummer des Kulturdenkmals. Die Grundsortierung der Liste erfolgt nach dieser Adresse. Der Link „Karte“ führt zu verschiedenen Kartendarstellungen und nennt die geographischen Koordinaten.
Link zu einem Kartenansichtstool, um Koordinaten zu setzen. In der Kartenansicht sind Baudenkmale ohne Koordinaten mit einem roten bzw. orangen Marker dargestellt und können in der Karte gesetzt werden. Baudenkmale ohne Bild sind mit einem blauen bzw. roten Marker gekennzeichnet, Baudenkmale mit Bild mit einem grünen bzw. orangen Marker.
- Offizielle Bezeichnung: Nennt den Namen, die Bezeichnung oder zumindest die Art des Kulturdenkmals und verlinkt, soweit vorhanden, auf den Artikel zum Objekt.
- Beschreibung: Nennt bauliche und geschichtliche Einzelheiten des Kulturdenkmals, vorzugsweise die Denkmaleigenschaften.
- Erfassungsnummer: Für jedes Kulturdenkmal wird in Sachsen-Anhalt eine 20stellige Erfassungsnummer vergeben. Die letzten zwölf Ziffern werden für die Untergliederung nach Teilobjekten genutzt und werden nur angegeben, soweit vergeben. In dieser Spalte kann sich folgendes Icon  befinden, dies führt zu Angaben zu diesem Baudenkmal bei Wikidata.
- Ausweisungsart: Die Einordnung des Denkmales nach § 2 Abs. 2 DenkmSchG LSA
- Bild: Ein Bild des Denkmales, und gegebenenfalls einen Link zu weiteren Fotos des Kulturdenkmals im Medienarchiv Wikimedia Commons. Wenn man auf das Kamerasymbol klickt, können Fotos zu Kulturdenkmalen aus dieser Liste hochgeladen werden: